# 普保镇
普保镇（藏語：ཕུག་པ་），是中华人民共和国西藏自治区那曲市班戈县下辖的一个乡镇级行政单位。

## 行政区划
普保镇下辖以下地区：
杰布多社区、格色社区、岗果村、老县村、杰订村、多尔格村、雄杜村、热前村、那拉玛村和丁强玛村。